# Jean Boyer (homme politique, 1923-2010)
Pour les articles homonymes, voir Jean Boyer et Boyer.
Jean Boyer, né le 1er août 1923 à Oyeu (Isère) et mort le 18 juillet 2010 à Voiron (Isère), est un homme politique français.

## Biographie
Jean Boyer devient député de la 6e circonscription de l'Isère à la suite des législatives de 1968 succédant au communiste Roger Coste, puis est réélu aux législatives de 1973 et à la suite des élections de 1978, il laisse la place au socialiste Christian Nucci.
Il est élu sénateur lors des sénatoriales de 1983 et réélu à son siège en 1992 jusqu'en 2001. Il est membre de la commission des affaires économiques du Sénat et est membre du Groupe des Républicains et Indépendants.

## Affaire GID
Le 13 juillet 1999, il est condamné par le tribunal correctionnel de Grenoble à quinze mois d'emprisonnement avec sursis et 50 000 francs d'amende pour « abus de biens sociaux et usage de faux » aux dépens de la société Grenoble Isère développement (GID), une société d'économie mixte liée au conseil général de l'Isère, en compagnie du président de ce dernier, Alain Carignon, qui est condamné à dix-huit mois d'emprisonnement avec sursis et 80 000 francs d'amende.

## Détail des fonctions et des mandats
Mandats locaux
- Maire de Gillonnay
- 1964 - 1994 : Conseiller général du Canton de La Côte-Saint-André

Mandats parlementaires
- 30 juin 1968 - 1er avril 1973 : Député de la 6e circonscription de l'Isère
- 11 mars 1973 - 2 avril 1978 : Député de la 6e circonscription de l'Isère
- 25 septembre 1983 - 27 septembre 1992 : Sénateur de l'Isère
- 27 septembre 1992 - 30 septembre 2001 : Sénateur de l'Isère